# Миннок, Джон Брауэр
Джон Брауэр Миннок (англ. Jon Brower Minnoch; 29 сентября 1941 — 10 сентября 1983) — самый тяжёлый человек в истории медицины. В максимуме его вес оценивался около 645 кг, взвешивание было невозможным из-за размеров его тела, плохого состояния здоровья и полного отсутствия способности к передвижению. Джон Брауэр Миннок был внесён в Книгу рекордов Гиннесса.

## Биография
Миннок страдал ожирением с детства. В возрасте 12 лет он весил 132 кг. В 22 года при росте 185 см он весил 178 кг. Его вес продолжал постепенно увеличиваться до его госпитализации в марте 1978 года в возрасте 37 лет из-за сердечной и дыхательной недостаточности. Перевозка Миннока была чрезвычайно трудной. Потребовалось более десятка пожарных и спасателей, специально модифицированные носилки и паром для перевозки его в Медицинский центр Вашингтонского университета в Сиэтле. Там он был помещён на двух сдвинутых кроватях. Потребовалась помощь 13 человек, чтобы передвигать его при смене постельного белья. Миннок был выписан из больницы после 16 месяцев строгой диеты, составляющей 1200 килокалорий в день. Он весил 215 кг, его потеря веса составила около 419 кг, что стало максимальной документально подтверждённой потерей веса среди мужчин. Однако Миннок вновь попал в больницу чуть больше года спустя, в октябре 1981 года, после того, как его вес увеличился до 432 кг. Болезнь Миннока признали практически неизлечимой.

## Смерть
В итоге было принято решение прекратить лечение, и Миннок скончался 10 сентября 1983 года, в возрасте 41 года при весе 362 кг с ИМТ 105,3.